# Eremomela del Senegal
L'eremomela del Senegal (Eremomela pusilla) és una espècie d'ocell passeriforme que pertany a la família Cisticolidae pròpia de les sabanes de l'oest d'Àfrica subsahariana.

## Taxonomia
L'espècie va ser descrita per l'ornitòleg alemany Gustav Hartlaub el 1857 i va rebre l'actual nom binomial Eremomela pusilla. La localitat tipus és Senegal. L'espècie ha estat tractada com a coespecífica amb l'eremomela emmascarada, ja que s'hibrida en una estreta zona de simpatria al llarg de la frontera del Camerun i la República Centreafricana.

## Descripció
L'eremomela del Senegal és un ocell de mida petita amb el cap de color gris bru pàl·lid i les supraciliars de color blanc pàl·lid. El dors és de color verd, que es converteix en un verd groguenc més brillant al carpó, la gola i la part superior del pit són de color blanc brillant i es tornen de color groc llimona a la part inferior del pit, el ventre i l'àrea del cul. El bec és negrós amb la mandíbula inferior pàl·lida i les potes marró pàl·lid.

## Distribució
Es distribueix a l'Àfrica occidental, des de l'extrem sud de Mauritània i el Senegal fins al nord-oest del Camerun, el sud-oest del Txad i l'extrem nord-oest de la República Centreafricana.